# Marquesado de la Candía
El marquesado de la Candía es un título nobiliario español creado originalmente por el rey Carlos III como rey de Nápoles en favor de Casa de Candia en nombre de don Cristóbal Joaquín de Franchi y Benítez de Lugo, teniente general de los Reales Ejércitos, el 17 de noviembre de 1735, y luego convertido a título de Castilla por real decreto de Fernando VII el 2 de marzo de 1818, en favor de Rosalía Pía de Franchi y Villalba, III marquesa de la Candia.

## Marqueses de la Candía
|                                                    | Titular                                            | Periodo                                            |
| Creación por Carlos IV de Sicilia y VII de Nápoles | Creación por Carlos IV de Sicilia y VII de Nápoles | Creación por Carlos IV de Sicilia y VII de Nápoles |
| -------------------------------------------------- | -------------------------------------------------- | -------------------------------------------------- |
| I                                                  | Cristóbal Joaquín de Franchi y Benítez de Lugo     | 1735-1766                                          |
| II                                                 | Segundo de Franchi y Llarena                       | ¿?-1813                                            |
| Convertido a título de Castilla por Fernando VII   |                                                    |                                                    |
| III                                                | Rosalía Pía de Franchi y Villalba                  | 1818-1864                                          |
| IV                                                 | Laura Micaela Cólogan-Franchi y Heredia            | 1866-1907                                          |
| IV                                                 | Antonio Cólogan y Zulueta                          | 1908-1934                                          |
| IV                                                 | Tomás Cólogan y Osborne                            | ¿?-1938                                            |
| IV                                                 | Leopoldo María Cólogan y Osborne                   | 1956-2000                                          |
| IV                                                 | Tomás Cólogan y Machado                            | 2001-hoy                                           |

## Historia de los marqueses de la Candía
- Cristóbal Joaquín de Franchi, señor del marquezado de Candía, Caballero de la Orden de Calatrava, diplomático de la Corona de Castilla,[2] (Genova, 1670 - 1751, La Orotava) esposo de María Gracia Leonor Benítez de Lugo e Interián de Ayala (La Orotava, 1674), padres de:
- I marqués de la Candia, Cristóbal Joaquín de Franchi y Benítez de Lugo (La Orotova, 12 de noviembre de 1700-Sevilla, 3 de agosto de 1766),  I marqués del Sauzal, teniente general de los Reales Ejércitos, gobernador de Castelnovo en Nápoles, capitán general del Reino y costas de Granada, inspector general de tropas y milicias canarias del Consejo Supremo de Guerra, embajador en Portugal, Venecia y Dinamarca.[1]

Casó en 1745, en Sevilla, con Teresa Tous de Monsalve Henestrosa y Córdoba (c. 1718). Sin descendencia. Los derechos sucesorios recayeron sobre su hermano Juan Bautista de Franchi y Llarena (1696-1767), II marqués del Sauzal, que cedió el título a su hijo primogénito:
- Segundo de Franchi y Llarena (1745-1813), II marqués de la Candía, coronel de las milicias canarias.[1]

Casó con María Antonia de Villalba y Angulo. Le sucedió su hija:
- Rosalía Pía de Franchi y Villalba (1776-1864), III marquesa de la Candía (título de Castilla desde 1818).[1][4]

Casó con su primo Juan Máximo de Franchi-Grimaldi, maestrante de Ronda. Sin descendencia. Confirmado el título el 31 de julio de 1866, le sucedió su sobrina:
- Laura Cólogan-Franchi Heredia (París, 7 de mayo de 1822-1907), IV marquesa de la Candía.[6][4]

Casó el 8 de abril de 1839, en el Puerto de la Cruz (Tenerife), con su primo segundo Tomas de Cólogan Franchi Bobadilla de Eslava, maestrante de Sevilla y Gran Cruz de Isabel la Católica. El 6 de mayo de 1908 le sucedió su nieto:
- Antonio Cólogan y Zulueta (1891-1934), V marqués de la Candía, religioso de la Compañía de Jesús.[7] Era hijo mayor de Leopoldo Cólogan y Cólogan y su esposa Carmen de Zulueta y González de la Mota.[4]

Casó con Elisa Osborne Vázquez, hija y hermana de los condes pontificios de Osborne. Le sucedió .
Falleció soltero. El 23 de marzo de 1956 le sucedió su hermano:
- Leopoldo María Cólogan y Osborne (n. Puerto de Santa María, 15 de noviembre de 1922-2000), VII marqués de la Candía.[7][4]

Casó el 24 de julio de 1948, en La Orotava, con María Teresa Machado y Brier (n. 1929). El 11 de abril de 2001, previa orden del 19 de febrero para que se expida la correspondiente carta de sucesión (BOE del 13 de marzo), le sucedió su hijo: